# Fredric Jaensson
Fredric Jaensson, född 2 oktober 1972, är en svensk före detta hockeyspelare, numera sportchef i Vimmerby Hockey.
Jaensson är Hockeyallsvenskans meste målskytt genom tiderna.[källa behövs] Rekordmålet, det 137:e, gjorde han för IK Oskarshamn i hemmamatchen mot Almtuna IS den 8 december 2006. Det betydde 4-0 i matchen och kom efter 17.38 i tredje perioden. Det var dock inte slut där, Jaensson stannade på 157 mål och 161 assists i HockeyAllsvenskan, på 385 matcher, innan han inför säsongen 2008/2009 flyttade hem till moderklubben Vimmerby. 
Jaensson är hockeyfostrad i Vimmerby Hockey och har även representerat Västerviks IK, Mörrum och IF Troja-Ljungby. Merparten av sin karriär har han dock spelat i IK Oskarshamn. Han gjorde 07/08 sin nionde säsong i klubben. Bortsett från säsongen 2002-2003 har Jaensson under alla sina allsvenska säsonger producerat 31 poäng eller fler. 2005 blev han även utsedd till Årets Sportprofil i Oskarshamns-Tidningen. Jaensson har även sin tröja upphängd i taket i Arena Oskarshamn. 